# 格林湖 (梅克倫堡湖區縣)
53°22′57″N 12°32′33″E / 53.38250°N 12.54250°E

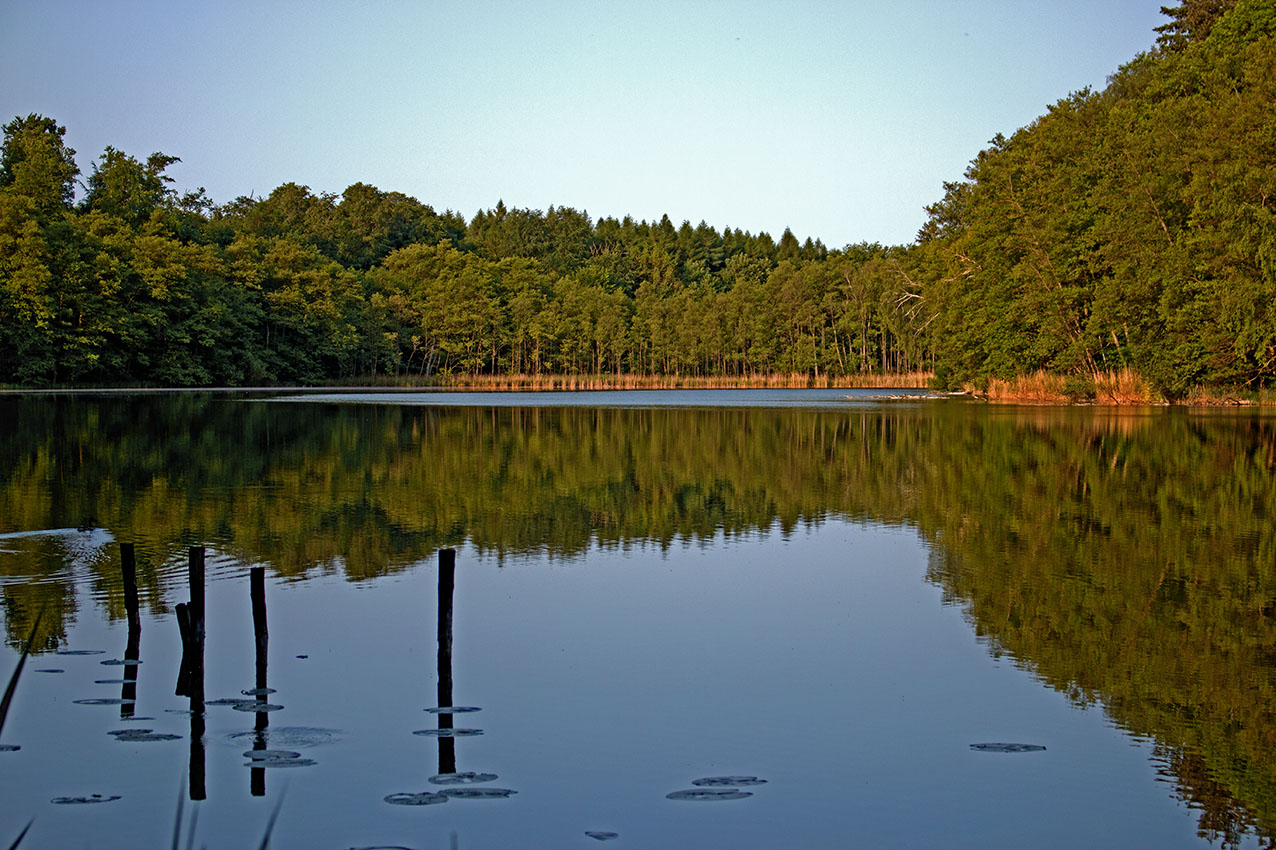

格林湖（德語：Gliensee），是德國的湖泊，位於該國東北部，由梅克倫堡-前波美拉尼亞州負責管轄，處於梅克倫堡湖區縣，長0.5公里、寬0.2公里，面積0.06平方公里，海拔高度70米。